# Абдаллах IV
Абдаллах (Абдала) IV (*д/н —1564 або 1573) — 23-й маї (володар) і султан Борну в 1563—1564 або 1563—1573 роках.

## Життєпис
Походив з Другої династії Сейфуа. Син маї Дунами VI. Посів трон після смерті останнього 1563 року. Відомостей про його панування обмаль. Це можливо пов'язано з тим, що наступні правителі бажали викреслити цього маї з переліку володарів Борну.
Відомо, що спочатку вів війни проти племен туарегів і тубу, які плюндрували північні регіони. Згодом стикнувся з племенним союзом коророфа, війська якого стали атакувати на південні області Борну. Разом з тим вдалося відбити напад хауського султаната Кано. Складною ситуацією скористалася частина знаті, що 1573 року Абдаллаха IV було повалено. Трон отримала донька або онука Алі I — Айсса Колі.
Втім висувається гіпотеза, що розповідь про панування протягом 1 року маї відноситься саме до Абдаллаха III. За окремими відомостями 1564 року його наступником став Ідріс III при регентстві своєї сестри Айсси Колі.